# گوی کلارک
گوی کلارک (انگلیسی: Guy Clark؛ زادهٔ ۶ نوامبر ۱۹۴۱) یک موسیقی‌دان اهل ایالات متحده آمریکا است.